# Honorowi obywatele Siemianowic Śląskich
Honorowi obywatele Siemianowic Śląskich – osoby, którym nadano honorowe obywatelstwo miasta Siemianowice Śląskie (Laurahütte; 1923–1927 Huta Laura-Siemianowice). Tytuł nadawano co najmniej od około 1920 roku. Do 2020 roku otrzymało go co najmniej 9 osób.

## Historia
Za czasów Laurahütte tytuł honorowego obywatela nadano co najmniej raz przed 1920 rokiem. Po transformacji ustrojowej Rada Miasta od 1991 roku nadawała tenże tytuł w formie uchwały, aby uhonorować osoby szczególnie zasłużone. 

## Honorowi obywatele Siemianowic Śląskich
| Ilustracja | Imię i nazwisko  | Informacje i związki z miastem | Data nadania tytułu                                                     |
| ---------- | ---------------- | --- | ----------------------------------------------------------------------- |
|            | Hermann May      | dyrektor huty Laura | przed 1920                                                              |
|            | Stanisław Sakiel | doktor nauk medycznych, twórca pierwszego krajowego Ośrodka Leczenia Oparzeń w Siemianowicach Śląskich, dyrektor Szpitala Miejskiego nr 2 oraz Zespołu Opieki Zdrowotnej w Siemianowicach Śląskich; opracował nową metodę leczenia oparzeń, związany z Siemianowicami Śląskimi od 1960 roku; otrzymał tytuł w dowód uznania za trudną i pełną zaangażowania służbę na rzecz społeczeństwa, ogromny wkład w rozwój siemianowickiego Zespołu Opieki Zdrowotnej, w tym utworzenia pierwszego w kraju Oddziału Oparzeniowego | 21 listopada 1991                                                       |
|            | Anna Szanecka    | nauczycielka i przewodniczka turystyczna, instruktorka i działaczka oświatowa; pracowała jako nauczycielka języka francuskiego w Liceum Ogólnokształcącym im. Jana Śniadeckiego w Siemianowicach Śląskich, uczyła języka łacińskiego w siemianowickim Liceum Medycznym, pracowała jako instruktor ds. turystyki w siemianowickim Młodzieżowym Domu Kultury im. dr. Henryka Jordana, wpłynęła na budowę siemianowickiego pomnika Wojciecha Korfantego; otrzymała tytuł w dowód uznania za pełną zaangażowania i oddania pracę z młodzieżą, niebanalny i twórczy sposób prowadzenia imprez turystyczno-krajoznawczych oraz znaczny wkład w rozwój kultury miasta | 28 maja 1992                                                            |
|            | Czesław Domin    | biskup, ordynariusz diecezji koszalińsko-kołobrzeskiej, przewodniczący Caritas Polska; urodził się w Michałkowicach, obecnie dzielnicy Siemianowic Śląskich | 14 kwietnia 1994                                                        |
|            | Stanisław Sierla | prałat, proboszcz parafii św. Michała Archanioła w Michałkowicach przez 25 lat, dziekan dekanatu siemianowickiego przez 18 lat; wpłynął na budowę kościołów w Bytkowie i Bańgowie, tytuł nadano na wniosek Klubu Inteligencji Katolickiej | 20 kwietnia 1997                                                        |
|            | Jerzy Palka      | działacz społeczny, dziennikarz, misjonarz, ojciec zakonu werbistów; urodził się w Siemianowicach Śląskich, uczęszczał tamże do liceum | 12 października 2006 (pośmiertnie – zmarł we wrześniu 2002)             |
|            | Jan Mitręga      | minister górnictwa i energetyki; urodził się w Michałkowicach, jeden z obrońców kopalni węgla kamiennego Michał | 22 marca 2007                                                           |
|            | Barbara Blida    | posłanka, minister budownictwa; mieszkała w Siemianowicach Śląskich, działała na rzecz miasta i regionu | 26 kwietnia 2012 (pośmiertnie; uroczystość odbyła się 10 września 2012) |
|            | Ferdynand Popek  | pierwszy burmistrz Siemianowic Śląskich, żył w latach 1892–1972 | 8 czerwca 2017 (pośmiertnie)                                            |